# Francisco Sierralta
Francisco Andrés Sierralta Carvallo (* 6. Mai 1997 in Santiago de Chile) ist ein chilenischer Fußballspieler. Der Verteidiger steht aktuell beim FC Watford in der englischen Championship unter Vertrag.

## Karriere

### Im Verein
Sierralta begann das Fußballspielen als Kind in der Jugendmannschaft des chilenischen Fußballvereins Universidad Católica. Dort durchlief er alle Jugendmannschaften. Im Dezember 2014 wechselte er jedoch zum FC Granada, wurde jedoch umgehend zurück an Universidad Católica ausgeliehen. Während der Saison 2014/15 wurde er auch erstmals in den Kader der Profimannschaft von Universidad Católica in der Primera División berufen, kam aber noch zu keinem Einsatz. Sein Profidebüt gab er schließlich am 26. September 2015 beim 1:0-Sieg gegen den CD Huachipato, als er in der Nachspielzeit für Marco Medel eingewechselt wurde. Sein erstes Tor in einem Pflichtspiel erzielte er am 18. Dezember 2015 bei der 1:2-Niederlage gegen den CD Palestino im Playoff-Spiel um die Qualifikation zur Copa Sudamericana. Zur Saison 2016 schloss er sich erneut einem Team in Chile auf Leihbasis an, diesmal dem CD Palestino. Nachdem er für Universidad Católica nur in insgesamt 2 Spielen zum Einsatz gekommen war, kam er für Palestino in immerhin 17 Spielen in der Liga zum Einsatz.
Im August 2017 wechselte Sierralta zu Udinese Calcio, ohne auch nur ein Spiel für den FC Granada absolviert zu haben. Doch auch für seinen neuen Verein kam er nicht zum Einsatz, bereits tags darauf wurde er an Parma Calcio verliehen. So gab er sein Debüt für Parma in der Serie B am 10. September 2017 bei der 0:1-Niederlage gegen Brescia Calcio. Allerdings kam Sierralta bei Parma nicht über die Rolle eines Rotationsspielers hinaus und kam nur vereinzelt zu Einsätzen. Nichtsdestotrotz stieg er mit seiner Mannschaft am Ende der Saison in die Serie A auf. In der neuen Liga gab er am 15. September 2018 beim 1:0-Sieg gegen Inter Mailand sein Debüt, als er in der 77. Spielminute für Simone Iacoponi eingewechselt wurde. Auch in dieser Saison kam Sierralta jedoch, auch aufgrund von Verletzungen, nur sporadisch zum Einsatz. In der Saison 2019/20 blieb er zunächst bei seinem Stammverein, Udinese Calcio, kam dort jedoch nur im Pokal zu einem Einsatz. Am 11. Januar 2020 wechselte er auf Leihbasis zum FC Empoli. Dort kam er während der Rückrunde der Saison regelmäßig in der Serie B zum Einsatz. Nach der Saison kehrte Sierralta nach Udinese zurück.
Am 9. September 2020 wechselte Sierralta zum FC Watford nach England. Sein Debüt für den Verein gab er direkt am 15. September 2020 im EFL Cup beim 4:1-Sieg gegen Oxford United nach Elfmeterschießen. In der Hinrunde spielte Sierralta unter Trainer Vladimir Ivić allerdings noch keine Rolle. Erst als der Trainer gewechselt wurde und Xisco neuer Trainer in Watford wurde, etablierte sich Sierralta als Stammspieler und kam in der Rückrunde der Saison regelmäßig zum Einsatz. Sein erstes Tor in der Liga schoss er am 16. März 2021 beim 4:1-Sieg gegen Rotherham United. Am Ende der Saison belegte der FC Watford den 2. Platz in der Liga und stieg somit in die Premier League auf.
In der Saison 2021/22 war Sierralta nach wie vor Teil des Kaders vom FC Watford. So konnte er am 29. August 2021 sein Debüt in der Premier League geben, bei der 0:1-Niederlage gegen die Tottenham Hotspur stand er sogar in der Startformation seiner Mannschaft. Allerdings konnte sich Sierralta in der Premier League nicht durchsetzen und kam nur auf fünf Einsätze. Am Saisonende stieg Watford als 19. der Tabelle direkt wieder aus der Premier League ab. Zur Saison 2022/23 konnte er sich seinen Stammplatz in der Innenverteidigung, auch nach dem Abgang vom Stamminnenverteidiger der Vorsaison Samir Caetano, zurückerobern. Allerdings wurde er von einigen kleineren Verletzungen ausgebremst. Beim 2:1-Sieg gegen Cardiff City am 2. November 2022 konnte er sein erst zweites Tor für Watford erzielen.

### In der Nationalmannschaft
Zwischen 2016 und 2017 absolvierte Sierralta sechs Spiele für die U-20 Nationalmannschaft Chiles. Bereits 2018 wurde er erstmals in den Kader der A-Nationalmannschaft berufen und gab am 8. Juni 2018 beim 2:2-Unentschieden gegen Polen in einem Freundschaftsspiel sein Debüt. Für den Kader der Copa América 2019 wurde er nicht berücksichtigt, in der Folge kam er jedoch gelegentlich zu weiteren Einsätzen in der Nationalmannschaft. Dahingegen wurde er jedoch in den Kader der chilenischen Fußballnationalmannschaft für die Copa América 2021 berufen. Nachdem er in den ersten beiden Spielen noch nicht berücksichtigt worden war, kam er in den letzten drei Spielen je über die gesamte Spielzeit zum Einsatz. Im September 2021 sollte er eigentlich erneut in die Nationalmannschaft Chiles berufen werden, allerdings verweigerte die Liga allen südamerikanischen Spielern aufgrund der COVID-19-Pandemie und daraus folgenden Quarantäneregelungen die Freigabe.